# Misfits (banda)
Misfits é uma banda de punk rock formada por Glenn Danzig em 1977 na cidade de Lodi, Nova Jérsei. A banda já vendeu mais de 5 milhões de cópias em todo mundo.
São citados como criadores do estilo horror punk, misturando punk rock e outras influências musicais com temas e imagens de filmes de terror, além de exercer influência em diversas outras bandas de rock e heavy metal em geral. Em 1983, Danzig resolve encerrar os Misfits em desentendimentos com o baixista Jerry Only, para formar um novo projeto, iniciando novas atividades. De 1984 a 1994, durante 10 anos, os Misfits ficaram em hiato musicalmente até voltarem a ativa no ano seguinte. Em 1995, Michale Graves assumiu os vocais até sua saída em 2000 junto com o baterista Dr. Chud. Em 2001 Doyle também deixa o grupo, pelo fato de Jerry ter assumido os vocais, trazer novos compositores e integrantes sem o consultar, e não ter interesse em gravar novo material.  Em setembro de 2016, pela primeira vez em 33 anos, Danzig, Only e Doyle se reuniram para dois shows com a formação original dos Misfits na edição daquele ano do Riot Fest, junto com o baterista Dave Lombardo e o segundo guitarrista Acey Slade. A programação do Misfits original continuou apresentando desempenho esporádico até 2019.

## História

### 1977 - 1983
O nome da banda foi tirado do último filme da atriz Marilyn Monroe, The Misfits.Os integrantes originais da banda eram Glenn Danzig (Glenn Allen Anzalone) nos vocais e teclados (que mais tarde fundaria uma banda com seu próprio nome), Jerry Only (Gerald Caiafa) no baixo e e Manny Martínez na bateria, entrando mais tarde Doyle, o irmão caçula de Jerry Only.A banda Misfits é conhecida por suas letras pesadas que costumam falar de corações arrasados, violência e histórias de horror
Os colegas de escola Glenn Anzalone e Gerald Caiafa resolveram formar uma banda. Glenn adotou o nome artístico de Glenn Danzig e Gerald passou a se chamar Jerry Only. Gravaram um modesto compacto com duas faixas: "Cough Cool" e "She"; no qual Glenn cantava e tocava um piano elétrico e Jerry, o baixo. A experiência deu tão certo que eles recrutaram mais dois amigos da vizinhança, Franché Coma e Mr. Jim para gravar o disco Static Age, no começo de 1978, porém este disco acabaria saindo quase 20 anos depois.
Tocavam maquiados músicas simples e rápidas que logo fizeram com que o Misfits fosse classificado como uma das bandas precursoras do movimento punk e portanto uma grande influência de bandas que vieram a seguir.
Nesse mesmo período somaram-se à banda o guitarrista Bobby Steele, (Franché Coma saiu da banda porque ele não gostava de excursionar) e com a sua entrada continuaram a evoluir os elementos de horror na banda ,e pouco tempo depois e o baterista Arthur Googy, com os quais se repete a mesma história no decorrer de dois anos ,um álbum feito em vários compactos, também. Neste caso, trata-se do disco "12 Hits From Hell". Seu lançamento estava previsto para 2000, mas desta vez a empreitada da gravadora fora embargada por Glenn Danzig e Jerry Only, pois tanto a mixagem quanto a parte gráfica não satifizeram a ambos.
Apesar de ser uma banda pesada para a época, originalmente não dispunham de guitarrista. O grupo sempre foi polêmico: Segundo diversos sites e publicações especializadas em rock os Misfits poderiam ter alavancado a sua carreira quando foram chamados para abrir um show do The Clash em Londres em novembro de 1979, porém o vocalista Glenn Danzig e o então guitarrista Bobby Steele (que depois formou a banda The Undead) foram ver uma apresentação da banda The Jam em Londres e na entrada arrumaram uma confusão com alguns skinheads, que acabou com a prisão de Danzig e Bobby Steele, impossibilitando-os de fazer a apresentação de abertura. Os dois ficaram dois dias na cela da esquadra de prisão, e foi aliás nesse local que Danzig escreveu a música "London Dungeon", único fruto daquela viagem, que foi inteiramente paga com o cartão de credito do pai de Jerry Only.
Não obstante, Bobby Steele deixa a banda para formar o The Undead, e Paul, o irmão mais novo de Jerry, assume a guitarra e passa a pegar a estrada com a banda. Em estúdio, ajuda a completar as gravações do que já havia sido feito e assim debutar no disco Walk Among Us. Por ser alto, magro e carrancudo, Paul recebe o apelido de Doyle. 
De 1977 a 1981 praticamente só gravaram EPs. Foi em 1982 que começaram a sair os álbuns e compilações da banda. Walk Among Us sai em 1982 e acabou sendo o primeiro álbum da banda, foi o único álbum a ser lançado enquanto a primeira encarnação da banda ainda estava ativa. Após o lançamento de Walk Among Us, Arthur Googy tem uma discussão com Glenn Danzig e acaba deixando a banda.
Googy foi substituído por Robo (Roberto Valverde), que gravou o albúm Earth A.D./Wolfs Blood, fonte de inspiração para grande parte das bandas de thrash metal da época. Relatos de quem viu a banda ao vivo em seu auge, garantem que a experiência era incomparável. Os shows de Halloween realizados pelo grupo nos anos 80, tornaram-se lenda do underground nova-iorquino. Mas o Misfits, mesmo com sua música gravada de forma quase rudimentar e cercado por letras e visual de difícil assimilação, acabaria extrapolando o underground e tornando-se uma das mais cultuadas bandas do rock americano.
Outras características dos Misfits são criar canções violentas e românticas ao mesmo tempo e satirizar discos antigos ou discos de histórias infantis. Os seus vinis eram sempre coloridos e impressos em 7 ou 12 polegadas.
Durante os anos de sua formação mais clássica, a banda não saiu do underground de Nova Iorque. Não venderam muitos discos, não lotaram arenas, não tiveram repercussão na grande imprensa musical e não impressionaram praticamente ninguém com  os seus músicos apenas medianos e letras baseadas em filmes de terror classe B (entre outras canções, gravaram "Night of the Living Dead", "Brain Eaters", "Vampira", "Mommy, Can I Go Out and Kill Tonight?", "I Turned Into a Martian" e "Halloween"). Praticamente não chegaram a ser profissionais (todos possuíam empregos paralelos à banda).
Robo constantemente entrava em desavença com Glenn Danzig e foi expulso da banda. Ele foi substituído por Brian Damage. O primeiro e único show de Damage foi em 29 de outubro de 1983, o último show dessa fase da banda. Brian chegou embriagado no show e tocou as 13 primeiras músicas, até ser jogado para fora do palco pelo guitarrista Doyle, que estava irritado por ele estar bêbado e arruinando a apresentação. Todd Swalla, (Que já tinha tocado com a banda como integrante temporário) estava presente no show e assumiu o lugar de Damage. Brian Damage faleceu de câncer em janeiro de 2010, aos 46 anos.
Após o show, o grupo encerrou as suas atividades. Quando Glenn Danzig resolveu seguir uma carreira solo. Com o fim da banda, Glenn Danzig montou uma banda chamada Samhain, e mais tarde, um bem sucedido conjunto batizado apenas de Danzig, que contabiliza  milhões de cópias vendidas. Jerry Only e seu irmão Doyle passaram o resto daquela década e a primeira metade dos anos 90 na obscuridade.

### 1995-2000

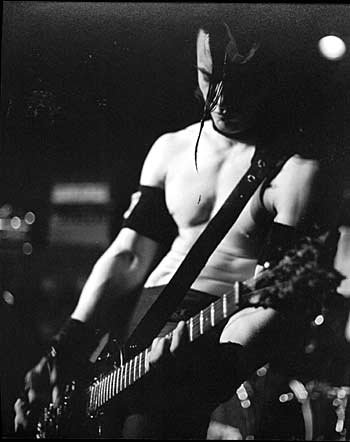
Doyle nos anos 80.

Embalados pelo relativo sucesso que as suas músicas estavam a experimentar ao serem gravadas por outras bandas, como Metallica e Guns N' Roses, os Misfits resolveram voltar à ativa, Jerry Only que tinha processado Glenn Danzig pelos direitos do nome Misfits desde por volta de 1987, e, a partir de 1 de janeiro de 1995 o nome Misfits passava a ser oficiamente de Jerry Only. Durante o tempo em que não tinha os direitos do nome, Jerry e o irmão Doyle Wolfgang von Frankenstein (Paul Caiafa) montaram uma banda chamada Kryst the Conqueror, um projeto de metal cristão que não fazia shows, era apenas um banda de estúdio e que visava sobretudo desenvolver as guitarras criadas por ambos.
Em outubro de 1994 os Misfits iniciaram os testes para um novo vocalista, entre os possíveis nomes estavam Peter Steele dos Type O Negative e Dave Vanian do The Damned, mas as escolhas finais acabaram por recair sobre Dave Vanian e um jovem desconhecido de 20 anos chamado Michale Emmanuel. Michale nunca tinha ouvido falar dos Misfits, apesar de ser da mesma cidade, e ficou a  saber da audição do novo vocalista através de um amigo. Para aprender as músicas e as letras Michale comprou o CD Collection vol. 1, e foi justamente esse desconhecimento que fez com que escolhessem Michale, Jerry queria montar um Misfits diferente do idealizado por Glenn Danzig, que queria um Misfits mais maldito, e um vocalista que desconhecia os Misfits originais teria uma interpretação própria da banda. Michale Emmanuel adotou o pseudônimo de Michale Graves na banda.
Além de Michale, os Misfits também contrataram o baterista David Calabrese, que adotou o pseudônimo de Dr. Chud, que são as iniciais de "Cannibalistic Human Underground Drummer". Os novos Misfits fizeram a sua primeira aparição oficial no dia 27 de outubro de 1995. Em 27 de fevereiro de 1996 foi lançado um box set contendo quatro CDs com todas as músicas da formação clássica do Misfits, os CDs vinham num caixão e foram feitas poucas unidades. Atualmente esta fora de catálogo.

### Material inédito
No dia 13 de maio de 1997 os Misfits lançaram American Psycho pela gravadora Geffen, um disco que continha dezessete músicas inéditas, e no dia 6 de junho de 1997, os Misfits gravaram as cenas dos clipes "Dig Up Her Bones" e "American Psycho". Ambos os clipes tiveram boa repercussão na televisão e chamaram a atenção do público e a atenção geral para a banda, os novos Misfits prepararam para o seu regresso uma magnífica estratégia de marketing como nunca haviam feito, Jerry Only e Doyle estavam empenhados em transformar os Misfits numa banda extremamente famosa. A estratégia incluía aparições em programas de televisão (inclusive infantis), empréstimo de músicas para lutadores de luta livre (wrestler), e até participações em alguns desses shows. Clipes (coisa que praticamente nunca fizeram antes) e propaganda em revistas em quadrinhos, de facto a marvel comics transcreveu os versos da música "Braineaters" na última página de todas as suas revistas de um mês de 1996.
No dia 13 de maio de 1998 Michale Graves disse aos outros integrantes que não estava apto a fazer a turnê sul-americana e foi substituído por Myke Hideous, cantor do Empire Hideous e antigo amigo de Jerry, foi ele que fez os shows da turnê brasileira em 1998, mas em 10 de agosto de 1998 Michale Graves voltou em forma para a banda. A banda veio novamente para América do Sul em 1999 para divulgar o álbum Famous Monsters, (porém não passaram pelo Brasil). Graves foi o mais responsável por ter levado a banda ao estrelato, mas Jerry não estava se importando com isto segundo o proprio relatou, foi onde então mais problemas futuros viriam a surgir.

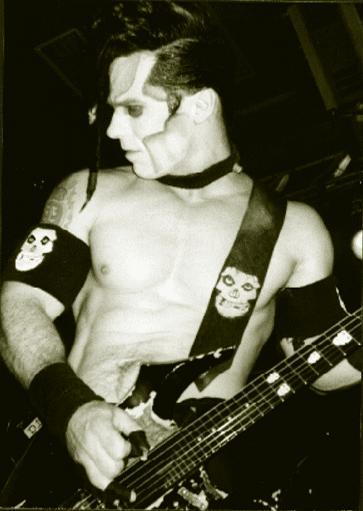
Doyle nos anos 90.

No dia 14 de outubro de 1998 foi lançado o disco Evilive II, mas só para o fã clube oficial da banda o Fiend Club.
O disco posterior a American Psycho foi lançado em agosto de 1999 pela Roadrunner Records e foi batizado com o nome de Famous Monsters (disco considerado o mais famoso da banda até hoje), o disco continha dezoito canções e, como em American Psycho, apresentava uma sonoridade mais rápida e mais pesada do que os Misfits originais. Os Misfits estavam em alta na época e fazendo muito sucesso pelo mundo principalmente no Japão, e no Brasil onde eram uma banda cultuada, mas em 25 de outubro de 2000, Michale Graves e Dr. Chud deixaram a banda. A saída de Michale Graves, segundo o próprio relatou em entrevistas ao longo dos anos, foi por causa de uma discussão com Jerry Only antes do "American Psycho Tour" no Brasil em 1998. Michale e Chud formaram uma banda chamada Lost Boys e depois Graves. Atualmente Michale Graves segue uma carreira solo.

### 25 anos de carreira
Em 2001 os Misfits começaram uma turnê de comemoração dos 25 anos da banda que contava com uma nova formação, Jerry Only (baixo e vocais), Roberto "Robo" Valverde (bateria) ex-Misfits, Dez Cadena (guitarra) e Doyle (guitarra), que logo deixaria a banda por problemas pessoais com Jerry. Marky Ramone tocava parte das músicas no lugar de Robo durante alguns shows, até ser definitivamente o baterista da banda em meados de 2001. 
Conta-se a lenda que com a saída de Graves e Dr. Chud, os irmãos teriam chamado Joey e Marky Ramone para fazerem parte do Misfits, eles fariam shows tocando metade do material de cada banda, além de regravações de Rock Antigo, mas com a doença e posterior morte de Joey em abril de 2001, o sonho acabou. Essa ideia tende a ser verdadeira apesar de nunca confirmada, visto o tempo que Marky permaneceu no Misfits.
Em 2005 Marky saiu da banda de modo amigável e Robo retornou ao grupo. Essa formação nunca alcançou o mesmo grande sucesso da formação de 1995 a 2000 que continha Michale Graves e Dr. Chud.
Em dezembro de 2004, Doyle se reuniu com Glenn Danzig para um set especial de 30 minutos em que tocam clássicos do Misfits. Foi a primeira vez em mais de vinte anos que os dois se reuniram. “Isso será o mais próximo de uma reunião do Misfits que vocês verão”. Disse Glenn à imprensa norte-americana da época. Em 2007 Doyle produziu seu novo projeto  Gorgeous Frankenstein. Segundo Doyle, por volta de 2002, era para ter tido uma reunião do conjunto com Glenn Danzig, mas Jerry Only e seu empresário estragaram tudo. A ideia na época, segundo Doyle, seria a realização de uma turnê e um disco inédito.

#### O breve retorno de Michale Graves
Michale Graves, que havia sido demitido da banda há apenas alguns meses, retorna brevemente para uma participação especial como parte da comemoração aos 25 anos da banda, na primeira metade do ano de 2001. Com cerca de 8 shows nos Estados Unidos, o repertório incluía, além de músicas do Misfits, o Ramones e Black Flag. A formação consistia em Doyle e Dez Cadena na guitarra, Robo e Marky Ramone se revezando na bateria e Jerry Only no baixo e vocal. Graves entrava nos minutos finais sendo anunciado como convidado e cantava algumas de suas músicas como "American Psycho", "Walk Among Us", "Forbidden Zone", "Don't Open 'Til Doomsday", "Saturday Night", "Dig Up Her Bones", "From Hell They Came", "Crawling Eye" e "Helena". Foi a última vez que ele cantou pela banda. Não há fotos ou vídeos conhecidos, porém, o áudio de um desses shows está disponível no YouTube.

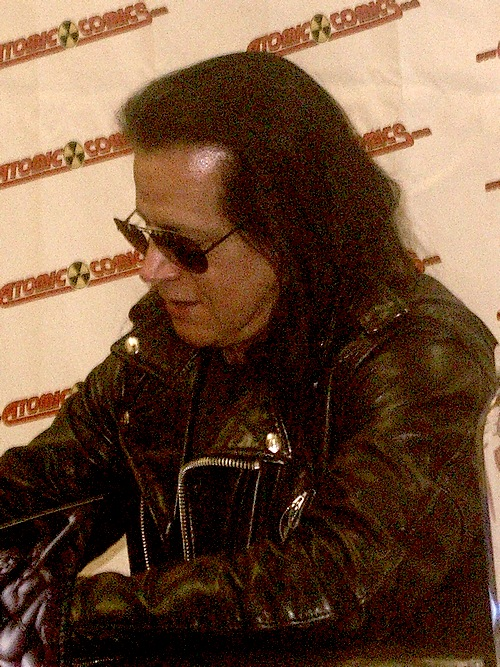
Glenn Danzig

### Reunião da Formação Clássica
Em 12 de maio de 2016 a banda anuncia que se reunirá com os membros da formação clássica para um festival nos Estados Unidos, voltando para a banda o vocalista Glenn Danzig e o guitarrista Doyle Wolfgang von Frankenstein. Acey Slade (ex-Murderdolls) e Dave Lombardo (ex-Slayer) completaram a formação na guitarra rítmica e bateria, respectivamente. Até o momento, cinco shows já foram realizados, todos nos Estados Unidos.
Em 4 de setembro de 2016, em Denver, o tão aguardado show reunindo pela primeira vez em 33 anos Glenn Danzig e Jerry Only ocorreu no festival Riot Fest. Apesar de não ter informações oficiais do público presente, especula-se em torno de 80 mil espectadores no dia.
Em 18 de setembro de 2016, foi a vez de Chicago receber o Riot Fest, que estava indo para seu último dia. Os Misfits fecharam a noite com mais um grande show, tocando clássicos como "I Turned Into A Martian", "Last Caress", "Die Die My Darling", "Bullet", "Astro Zombies", "Hybrid Moments", entre outros.
Mais dois shows foram marcados para 2017, nos dias 28 e 30 de dezembro, em Las Vegas e Inglewood (região metropolitana de Los Angeles).
Para 2018, um único show foi feito em Newark, Nova Jérsei, no dia 19 de maio, com a banda finalmente retornando ao seu estado de origem. Desde então a banda vem fazendo apresentações com essa formações sem lançar material novo.

## Integrantes

### Atuais
- Glenn Danzig – vocal (1977 - 1983, 2016 - Atualmente)
- Jerry Only  - baixo, backing vocals (1977 - 1983, 1995 - Atualmente), vocais principais (2001 - 2016)
- Doyle Wolfgang von Frankenstein – guitarra (1980 - 1983, 1995 - 2001, 2016 - Atualmente)
- Dave Lombardo – bateria (2016 - Atualmente)
- Acey Slade - guitarra (2016 - Atualmente)

### Antigos
- Manny Martinez– bateria (1977)
- Franché Coma – guitarra (1977–1978)
- Mr. Jim  – bateria (1978)
- Bobby Steele – guitarra (1978–1980)
- Joey Image – bateria (1978–1979) (Falecido em 2020)
- Arthur Googy – bateria (1980–1982)
- Roberto "Robo" Valverde – bateria (1982–1983, 2005–2010)
- Brian Damage (Brian Keats) – bateria (1983) (Falecido em 2010)
- Dr. Chud – bateria (1995–2000)
- Michale Graves – vocal (1995–2000)
- Myke Hideous – vocal (1998)
- Zoltán Téglás - vocal (2000)
- Marky Ramone – bateria (2001–2005)
- Dez Cadena - guitarra, backing vocals (2001–2015)
- Eric "Goat" Arce - bateria (2010–2016)
- Jerry Other - Guitarra, backing vocals (2014–2016)

## Discografia
| Álbuns de estúdio - Walk Among Us (1982) - Earth A.D./Wolfs Blood (1983) - American Psycho (1997) - Static Age (1997) - Famous Monsters (1999) - Project 1950 (2003) - The Devil's Rain (2011) | Álbuns ao vivo - Evilive (1987) - Evilive II (1998) - Dea.d. Alive! (2013) EP - Beware (1980) - 3 Hits From Hell (1981) - Evilive (1982) - Psycho in the Wax Museum (2006) |

## Filmografia
Os Misfits aparecem nos seguintes filmes:
- Animal Room (1995)
- Big Money Hustlas (2000)
- Bruiser (2000)
- Campfire Stories (2001)